# Psychomyia wigginsi
Psychomyia wigginsi är en nattsländeart som beskrevs av Schmid 1997. Psychomyia wigginsi ingår i släktet Psychomyia och familjen tunnelnattsländor. Inga underarter finns listade i Catalogue of Life.